# 京口駅
京口駅（きょうぐちえき）は、兵庫県姫路市城東町字北神屋にある、西日本旅客鉄道（JR西日本）播但線の駅である。

## 歴史

### 年表
- 1898年（明治31年）2月18日：播但鉄道の駅として姫路駅 - 野里駅間に新設[1][2]。旅客・貨物取扱開始[2]。
- 1903年（明治36年）6月1日：播但鉄道が山陽鉄道に営業譲渡。山陽鉄道の駅となる。
- 1906年（明治39年）12月1日：山陽鉄道国有化、国鉄の駅となる[2]。
- 1909年（明治42年）10月12日：線路名称制定、播但線所属となる。
- 1911年（明治44年）
  - 7月：貨物の集散激増に伴い、周囲の土地を買収し拡張工事に着手[3]。
  - 12月1日：駅舎改築[3]。
- 1961年（昭和36年）10月1日：貨物取扱廃止[2]。
- 1972年（昭和47年）2月1日：荷物扱い廃止[4]、無人駅化[5]。
- 1984年（昭和59年）10月1日：高架駅化[1]。
- 1987年（昭和62年）4月1日：国鉄分割民営化に伴い、JR西日本の駅となる[2]。
- 2016年（平成28年）3月26日：ICカード「ICOCA」の利用が可能となる[6]。ICカード専用簡易改札機で対応。
- 2022年（令和4年）
  - 6月1日：管理駅が福崎駅から豊岡駅に変更される。
  - 10月1日：組織改正に伴い、近畿統括本部福知山管理部管轄となる。

### 駅名の由来
山陽道が、姫路の町を出て京（都）に向かうことから、「京口」と名付けられた。

## 駅構造

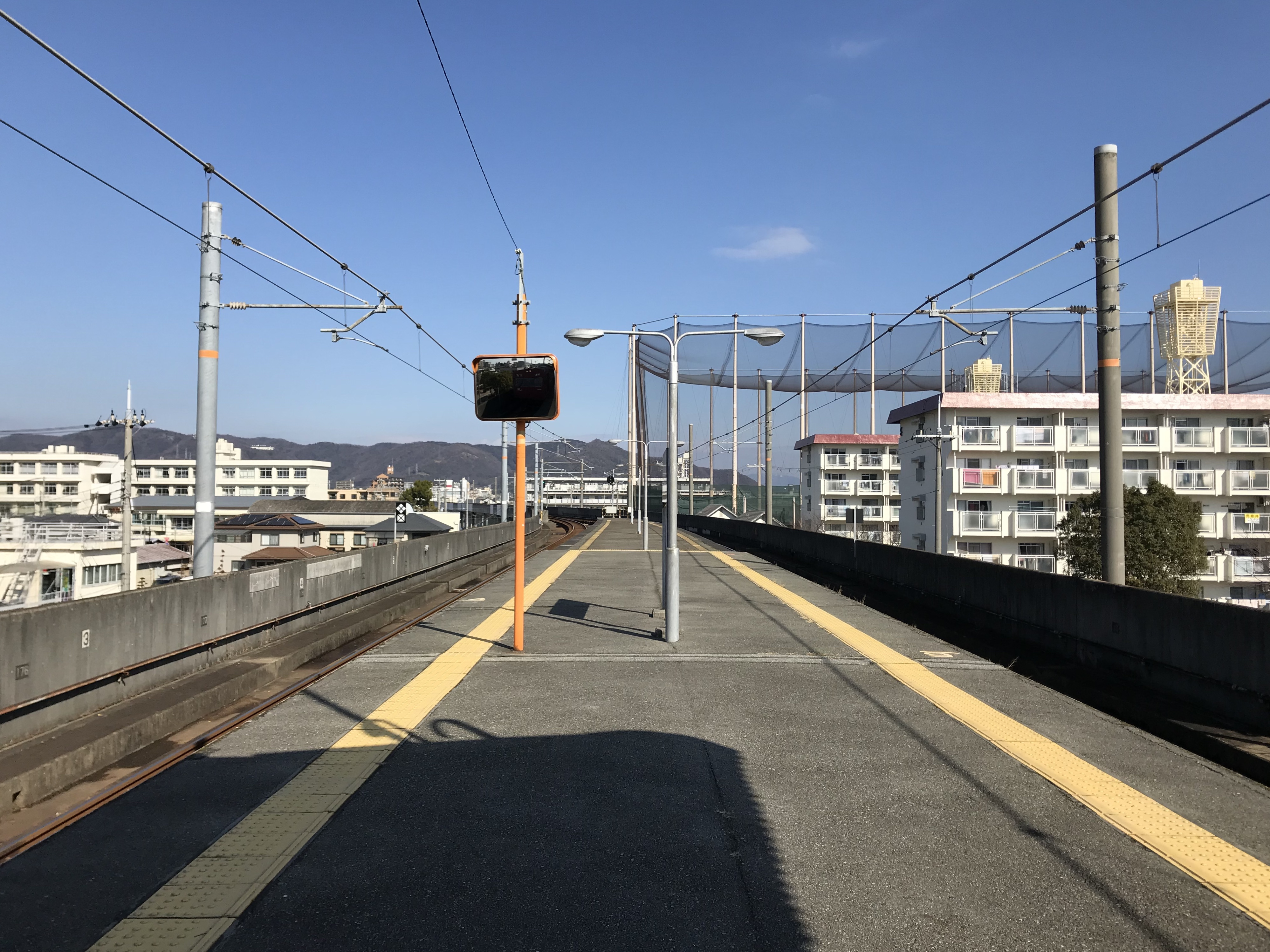
ホーム（2019年2月）

島式ホーム1面2線を有する、交換設備を備えた高架駅。配線上は1線スルー化されておらずY字分岐となっており、上下線別で発着ホームが異なっている。
以前は地上駅であったが、播但線高架化に伴い、現在の駅となった。
豊岡駅管理の無人駅。改札口等は残っているが、窓口はシャッターで閉鎖されている。簡易型自動券売機が改札前に設置されている。自動改札機は無く、代わりにICカード専用簡易改札機が設置されている。なお播但線が電化された1998年から一時期だけ駅員が配属された時期があったが、再び無人駅化された。
バリアフリー化に向けてエレベーターの新設等に着手する。併せて令和7年度完成予定で駅前広場に身障者用の送迎場を整備する。

### のりば
| のりば | 路線   | 方向 | 行先             |
| ------ | ------ | ---- | ---------------- |
| 1      | 播但線 | 上り | 姫路方面         |
| 2      | 播但線 | 下り | 寺前・和田山方面 |

## 利用状況
近年の1日平均乗車人員は以下の通り。
| 年度   | 1日平均 乗車人員 |
| ------ | ---------------- |
| 2000年 | 821              |
| 2001年 | 839              |
| 2002年 | 851              |
| 2003年 | 863              |
| 2004年 | 873              |
| 2005年 | 870              |
| 2006年 | 869              |
| 2007年 | 885              |
| 2008年 | 894              |
| 2009年 | 916              |
| 2010年 | 952              |
| 2011年 | 946              |
| 2012年 | 965              |
| 2013年 | 1,030            |
| 2014年 | 987              |
| 2015年 | 1,037            |
| 2016年 | 1,034            |
| 2019年 | 1,122            |
| 2020年 | 956              |
| 2021年 | 969              |

## 駅周辺

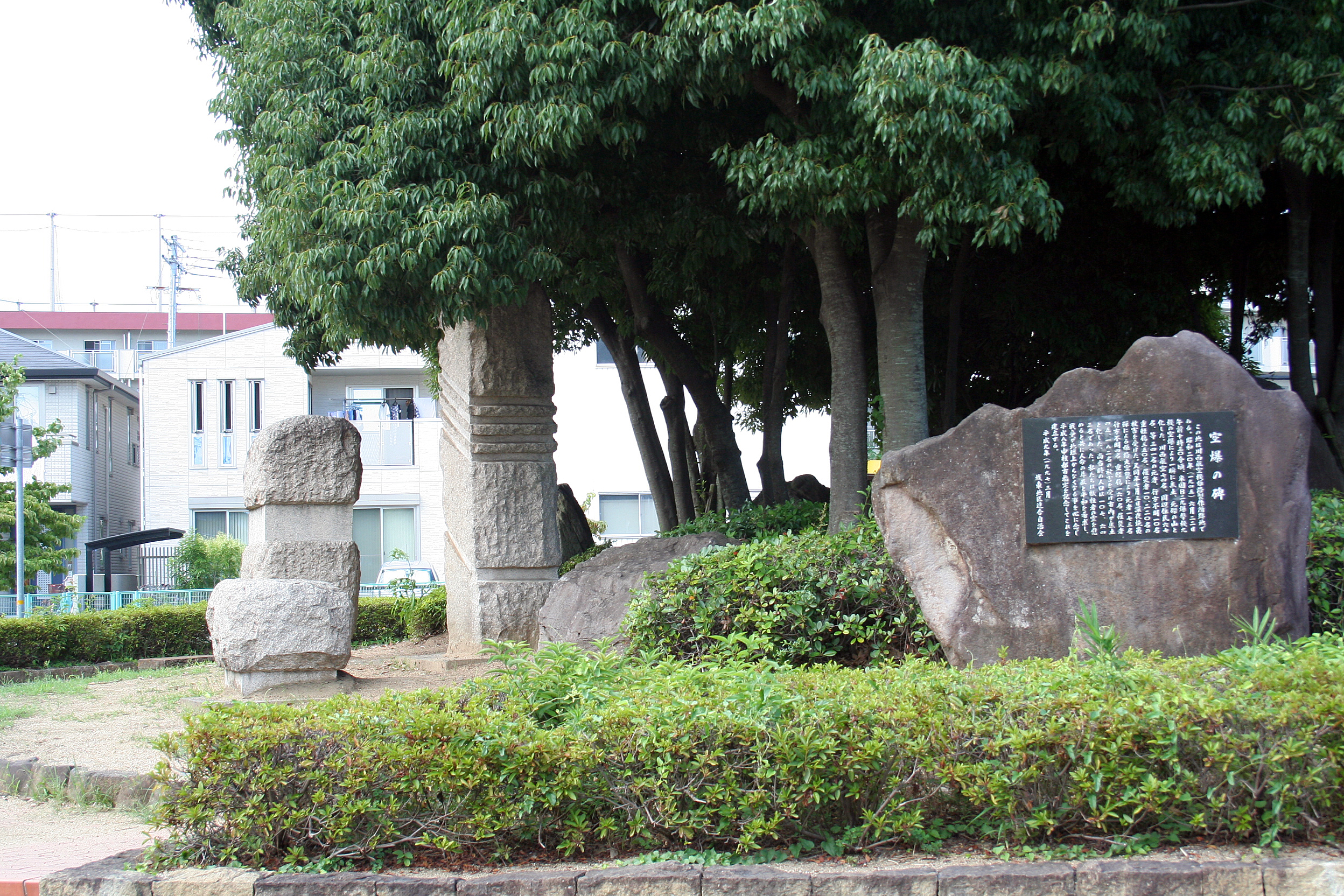
駅の東側にある空爆の碑。太平洋戦時中に周辺が空襲された（姫路空襲）。

城下町時代の市街地からは東の外れに当たる。現在でも播但線西側辺りがビル街と住宅地との境界となっている。戦前は大日本帝国陸軍の第10師団や川西航空機姫路製作所が近くにあり、兵士等で賑わった。西へ進むと姫路城、東へ進むと市川に至るが、共に駅からやや離れている。
- 姫路市立城東小学校
- 姫路市立東光中学校[1]
- 淳心学院中学校・高等学校
- 姫路商工会議所
- 姫路市文化コンベンションセンター（アクリエひめじ）
- 兵庫県立はりま姫路総合医療センター
- 国立病院機構姫路医療センター
- 京口団地
- ニッケゴルフ倶楽部姫路センター：ゴルフ練習場
- 姫路精機工業[9] - 金属加工業
- 国道2号
- 国道312号
- 国道372号

## バス路線
最寄りのバス停は「京口駅前」停留所である。
| 停留所名 | 運行事業者 | 路線名・系統・行先 |
| -------- | ---------- | --- |
| 京口駅前 | 神姫バス   | - 21系統・22系統：姫路駅（北口） - 23系統：四郷和光保育所東・姫路駅（北口） - 24系統：姫路駅（北口） / 姫路駅（北口） |

## 隣の駅
西日本旅客鉄道（JR西日本）
 播但線
姫路駅 - 京口駅 - 野里駅